# Centralprovinsen, Sri Lanka
Centralprovinsen (singalesiska: මධ්‍යම පළාත Madhyama Palata, tamil: மத்திய மாகாணம்) är en provins i Sri Lanka.  Provinsen har en yta på cirka 5 674 km² och 2 571 507 invånare. Centralprovinsen gränsar till Nordvästprovinsen, Norra Centralprovinsen, Östprovinsen, Uvaprovinsen och Sabaragamuwa. De största städerna är Kandy, Gampola, Nuwara Eliya och Bandarawela. 

## Administrativ indelning
Provinsen är indelad i tre distrikt.
- Matale
- Kandy
- Nuwara Eliya